# フォルペット
フォルペット（英: folpet）は、分子式C9H4Cl3NO2Sで表される有機化合物。常温では白色の結晶で、水には不溶。キャプタンの代謝生成物の一つでもある。

## 用途
主にフタルイミド系殺菌剤としてジャガイモやキュウリ、花卉などの病害に使用される。日本では1969年7月28日に農薬登録を受け、日本カーバイド工業が原体を生産したが1985年2月19日に失効している。ドイツでは1986年3月に使用禁止となった。

## 安全性
一日許容摂取量は、0.1mg/kg/day、ラットに経口投与した場合の半数致死量は10g/kg以上。特定の条件下では可燃性で、加熱や燃焼により、硫黄酸化物、窒素酸化物、塩化水素などの有毒ガスを生じる。動物実験では発癌性および催奇性がみられている。ニジマスの96時間半数致死濃度（LC50）は0.015 mg/Lと、水生動物に強い毒性がある。